# Nuestra Señora del Carmen (Vegueta)
Nuestra Señora del Carmen es una imagen de la Virgen María que se venera en la parroquia matriz de San Agustín de Hipona de la ciudad de Las Palmas de Gran Canaria, realizada por el escultor canario José Luján Pérez en 1815 y puesta al culto el 10 de marzo de 1816 día de su bendición.

## Encargo
La imagen de la Virgen fue un encargo realizado por el presbítero Mariano Rodríguez del Castillo, párroco del Sagrario de la Catedral, en 1815 al escultor Luján Pérez, quien en su retiro en la Villa de Santa Brígida hacía verdaderos esfuerzos por tener la imagen finalizada. Murió el 15 de diciembre de ese mismo año, por lo que esta obra la terminó "El Morenito" quien se limitó a realizar los dos ángeles que portan la media luna a los pies de la Virgen.
El resultado de la obra, considerada elegante y hermosa, tanto por la belleza del Niño Jesús como del rostro de la Virgen María, se encuadra dentro de las mejores tallas del maestro guiense.

## Cultos
La novena preparatoria comienza el 8 de julio y finaliza el día de la festividad de la Virgen el día 16 de julio donde hay varias celebraciones de la eucaristía. A las 7 de la tarde se celebra la eucaristía solemne y a las 8 procesión por las calles de la parroquia.
Los miércoles es el día dedicado por la piedad popular a visitar la imagen de la Virgen del Carmen, de gran devoción en el barrio de Vegueta y en la ciudad de Las Palmas de Gran Canaria.